# 伊尔默瑙滑冰场
伊尔默瑙滑冰场由德國图林根州伊尔默瑙市负责运营，地址位于市中心主火车站旁。滑冰场是由火车站酒店和玻璃厂改建而成。

## 历史

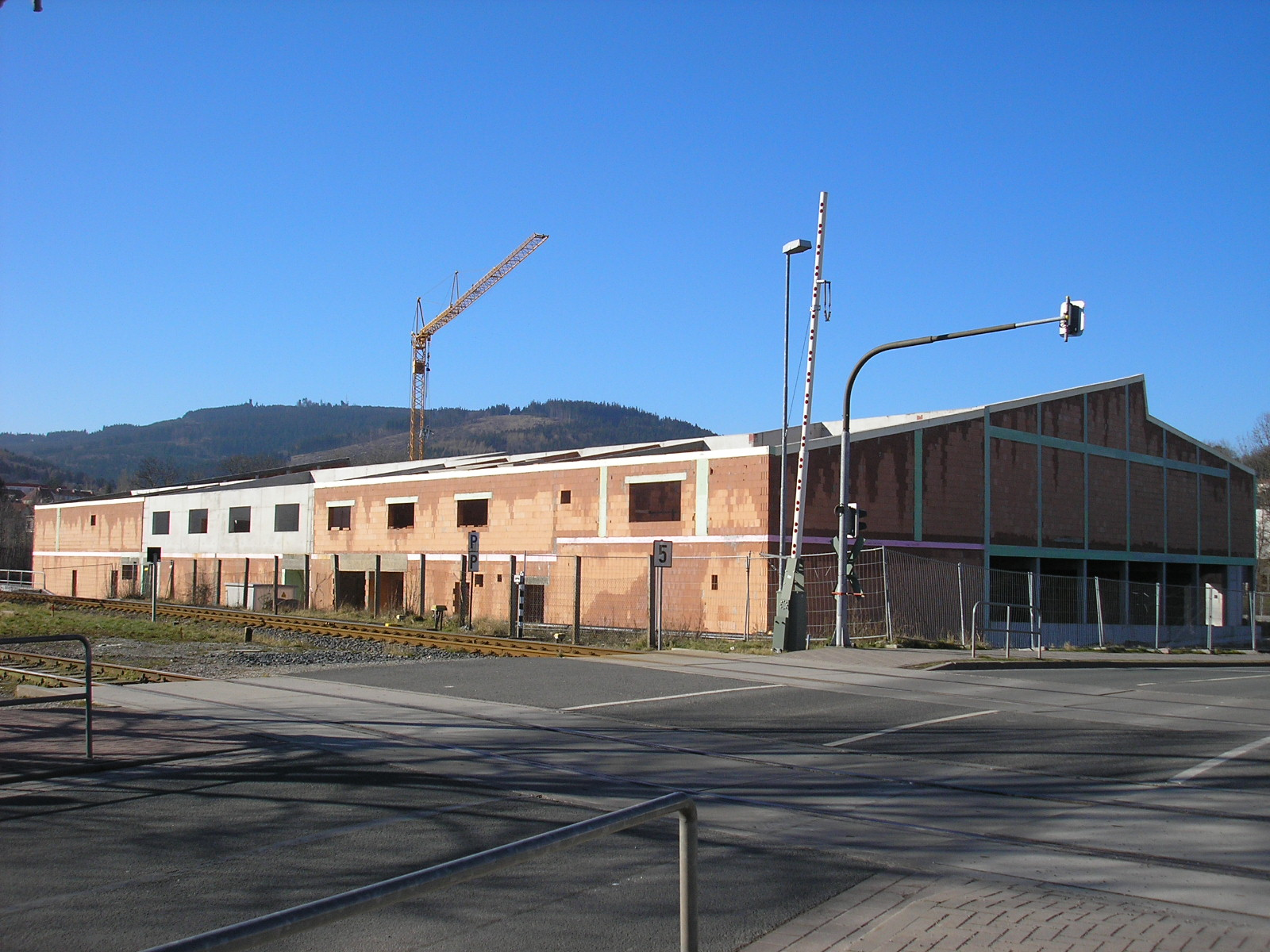
主体建筑，摄于2007年2月

2005年5月12日市议会决定在伊尔默瑙修建一个滑冰场。当地曾在2000年冬天建过一个25米乘25米的临时滑冰场，深受民众欢迎。当地大学的学生借机创立了冰球社团。 
滑冰场于2005年底完成了前置作业：修整和翻新受垃圾污染的地基。2006年3月工程正式动工，2007年夏天修建完成，同年10月20日竣工营业。 建造成本约为520万欧元。滑冰场由当地设计师Norbert Ruge设计，房顶部分参考了原址处旧玻璃厂的设计，房屋正面及临街面的石板瓦体现了地区独特的建筑风格。   
场馆内分为座区、站区和VIP区。在场地的周围设有站区以及小型看台。溜冰场可共计容纳约1200名观众。 冰面长60米，宽30米。 

## 伊尔默瑙滑冰场的使用情况
滑冰场在冬季定期向公众开放。在不对一般市民开放的时间会有不同的俱乐部在此训练或比赛。冰球在伊尔默瑙已经有将近100年的历史，伊尔默瑙的大学生在2001年成立了冰球俱乐部Kickelhahn Roger（Kickelhahn是伊尔默瑙一座山的名字，Roger意为游侠），并在此地进行日常训练。此外Black Dragons Erfurt（埃尔福特黑龙队）也有时在此训练。目前Kickelhahn游侠队在图林根联盟比赛。 
除此之外也会有例如花样滑冰，冰壶等社团在这里训练。 
在夏季，滑冰场一般会用于举办各种活动.例如伊尔默瑙古格音乐狂欢节(一种在阿雷曼地区的狂欢节上的铜管吹奏乐，演奏者一般头戴面具，身着奇装异服)。截止2012年此活动已举办三次。 